# Christian Massy
Christian Massy (Quaregnon, 23 april 1946) is een voormalig Belgisch politicus voor de PS.

## Levensloop
Als regent in de wiskunde en als licentiaat in de psychopedagogie aan de Universiteit van Bergen werd Christian Massy beroepshalve onderwijzer.
In oktober 1988 werd hij voor de PS verkozen tot gemeenteraadslid van Doornik, waar hij van 1989 tot 1995 voorzitter van het OCMW was. Vervolgens was hij van april tot juni 1995 schepen van Onderwijs en Cultuur.
In juni 1995 nam hij ontslag als schepen van Doornik nadat hij verkozen werd tot lid van het Waals Parlement en van het Parlement van de Franse Gemeenschap. In 1999 werd hij herkozen in beide parlementen en zou er zetelen tot in 2001.
In maart 2001 volgde Massy Roger Delcroix op als burgemeester van Doornik, waarna hij stopte als parlementslid. Hij bleef burgemeester tot aan de gemeenteraadsverkiezingen van 2012, waarbij hij niet meer opkwam. Hij was door de raadkamer van Doornik schuldig bevonden aan valsheid in geschrifte, hij werd echter niet veroordeeld. Hij zou druk hebben uitgeoefend om een inschrijvingsbewijs af te leveren voor de Congolese voetballer Singa Manzangala, speelachtig bij RFC Tournai. Massy was tot 2007 voorzitter van deze derdeklasseclub, hij werd opgevolgd door Philippe Rasseneur.